# Chiesa di San Francesco di Sales (Milano)
La chiesa di San Francesco di Sales è una chiesa parrocchiale cattolica che sorge nel centro di Milano, in via della Commenda n. 37. È compresa nel decanato del Centro storico nella zona pastorale I dell'arcidiocesi di Milano.

## Storia
La chiesa venne eretta tra il 1968 e il 1970 su progetto dell'architetto razionalista Vittorio Gandolfi (1919-1999). All'interno vi sono opere di Genesio Fumagalli, Carlo Paganini, Romano Rui ed Eros Pellini, quest'ultimo autore anche de Le sette opere di misericordia corporale a sinistra dell'ingresso e la Madonna con Bambino.